# Coptis laciniata
Coptis laciniata är en ranunkelväxtart som beskrevs av Asa Gray. Coptis laciniata ingår i släktet Coptis och familjen ranunkelväxter. Inga underarter finns listade i Catalogue of Life.